# 帕拉斯特林湖
53°17′51″N 13°10′49″E / 53.29750°N 13.18028°E
帕拉斯特林湖（德語：Plasterinsee），是德國的湖泊，位於該國東北部梅克倫堡-前波美拉尼亞州，由梅克倫堡湖區郡負責管轄，長1.2公里、寬0.3公里，面積0.34平方公里，海拔高度64米。